# Су-31
Су-31, СУ-31 — спортивно-пилотажный самолёт разработки ОКБ Сухого.
Су-31 является развитием самолёта Су-26М с использованием решений, отработанных при разработке Су-29.

## История
Первый полёт самолёт совершил в июне 1992 года, а в июле того же года дебютировал на чемпионате мира по высшему пилотажу в Гавре (Франция). Впервые Су-31 демонстрировался на авиационной-космической выставке Фарнборо-92, затем на всех крупнейших авиасалонах. 
За счёт снижения массы и установки более мощного двигателя самолёт отличается лёгкостью в управлении и может выполнять сложные спортивные фигуры. Трёхлопастной винт позволяет самолёту развивать большую скорость при полёте и повышает скорость подъёма.
На данных самолётах национальная сборная России по высшему пилотажу весьма успешно выступает на чемпионатах Европы и мира с 1994 года.
В первом же чемпионате мира, в котором принял участие Су-31, самолёт занял третье место и отличился фигурами высшего пилотажа, которые не доступны для аналогичных машин. С помощью данного самолёта было завоёвано множество золотых и серебряных медалей на всевозможных мировых состязаниях.
Производился по 1997 год. В настоящее время выпуск самолётов этого типа прекращён.

## Особенности конструкции[3]
Спортивный самолёт Су-31 изготовлен по схеме свободнонесущего среднеплана. Самолёт оснащён одноместной кабиной пилота.  
От Су-26М, на который он очень похож внешне, отличается ещё большим применением композиционных материалов в конструкции планера (~70% против ~50%), слегка уменьшенными размерами перекомпонованного фюзеляжа и на 30 кг меньшей массой. 
Трёхлопастной винт. При установке двигателя М-14ПФ (400 л. с., разработчик ОКБ Моторостроения, г. Воронеж), тяговооружённость самолёта стала достигать единицы, что позволяет выполнять "вертолётные" зависания.
Значительная площадь остекления кабины обеспечивает пилотам обширный обзор. Конструкция самолёта позволяет выдержать перегрузки в диапазоне от +12 до -10 g.
Шасси трёхопорное, неубирающееся с хвостовым колесом. Планер на 70% состоит из композиционных материалов, широко применены сотовые конструкции.
Самолёт оснащён двумя вместительными багажниками. 
Топливо находится в фюзеляжном баке, ёмкостью 78 л. Для выполнения длительных перелётов устанавливаются два крыльевых бака общей ёмкостью 200 л или подфюзеляжный бак ёмкостью 210 л.
Самолёт имеет достаточно высокую живучесть. Для аварийной ситуации самолёт оснащён катапультной системой СКС-94, которая позволяет спасти жизнь пилота на высотах от 45 метров и до 4 километров; в систему входит катапультное кресло, позволяет уберечь пилотов при различных скоростях полёта. 

## Модификации
| Название модели | Краткие характеристики, отличия.                                                                                |
| --------------- | --- |
| Су-31М          | Оснащён катапультным креслом для спасения пилота и новым фонарём кабины, а также встроенными крыльевыми баками. |
| Су-31Х          | Экспортный вариант, имеет встроенные крыльевые баки.                                                            |

## Лётно-технические характеристики
| Характеристика                                | Показатель          |
| --------------------------------------------- | ------------------- |
| Производитель                                 | ОКБ Сухого          |
| Двигатель                                     | 1 ПД М-14ПФ (М-14П) |
| Размах крыла                                  | 7,80 м              |
| Длина                                         | 6,78 м              |
| Высота                                        | 2,78 м              |
| Площадь крыла                                 | 11,80 м²            |
| Вес пустого самолёта                          | 650 кг              |
| Нормальная взлётная масса                     | 780 кг              |
| Экипаж                                        | 1                   |
| Максимально допустимая скорость:              | 450 км/ч            |
| максимальная скорость горизонтального полёта: | 380 км/ч            |
| Дальность полёта                              | 290 км              |
| Максимальная скороподъёмность                 | 1440 м/мин (24 м/с) |
| Практический потолок                          | 4000 м              |
| Макс. эксплуатационная перегрузка             | 12                  |

## Laros 31
В 2019 году на выставке МАКС-2019 был представлен проект нового пилотажного самолёта на основе Су-31 под названием Laros 31.